# Dólar, Granada
Dólar là một đô thị trong tỉnh Granada, Tây Ban Nha. Dân số năm 2024 là 606 người.